# Hanne Treff
Hanne Treff (* 14. Mai 1887 in Annaberg; † 11. Mai 1957 in Limbach-Oberfrohna) war eine deutsche, erzgebirgische Heimatdichterin.

## Leben
Hanne Treff stammte aus der Hauptstadt des oberen Erzgebirges, Annaberg. In der sächsischen Stadt Limbach wurde sie aktives Mitglied des 1883 gegründeten dortigen Zweigvereins des Erzgebirgsvereins und trat schon bald mit meist heiteren, aber auch einigen besinnlichen Liedern, Gedichten und Bühnenstücken in die Öffentlichkeit. Die Texte waren meist in Hochdeutsch, aber auch in der ihr eigenen erzgebirgischer Mundart geschrieben.
Anlässlich des Limbacher Heimatfestes zum 50-jährigen Stadtjubiläum schuf Hanne Treff im Jahre 1933 das Bühnenstück „Vom Einst zum Jetzt“, welches öffentlich aufgeführt und bei den Zeitgenossen guten Anklang fand. Dies motivierte sie, weitere Bühnenstücke zu erarbeiten. Bereits im darauf folgenden Jahr folgte das inhaltlich im Erzgebirge angesiedelte heitere Stück „Dr Waag ze Kraft un Schiehat“ und 1935 „Ben Weigelt-Schuster“. Im gleichen Jahr vertrat Hanne Treff das Erzgebirge in Berlin, wo die Nationalsozialisten den Tag der Erzgebirger feierlich begingen. Auch der Rundfunk wurde auf sie aufmerksam, so dass sie zur Rundfunkausstellung eingeladen wurde. 1938 schrieb Hanne Treff die Komödie „Im Anna-Esche-Gässchen spukt’s“ und 1939 das Stück  „Das Glück im Quersack“ (1939).
Ganz im Sinne der Kraft-durch-Freude-Bewegung stand inhaltlich ihr neues Schauspiel „In der Sommerfrisch“, das im Jahre 1939 aufgeführt wurde. Ihr Stück, „Dicht ben Schlagboom“, fand aufgrund des ausgebrochenen Zweiten Weltkrieges keine öffentliche Aufführung mehr.
Im Friedrich Hofmeister Verlag in Leipzig erschien 1940 die Broschur „Mei Liederstraißl“ mit zwölf der schönsten Lieder von Hanne Treff. Neben Friedlich un ruhig werd's (Obndlied) wurde ihr bekanntestes Lied Mein Limbach als Heimatgesang in der Bearbeitung von R. Wagner auf einer Liedpostkarte veröffentlicht und bei J. O. Lange, Limbach/Sa. verlegt. Diese Postkarte, die auf der Vorderseite u. a. mit einer Ritterfigur, dem Spruch Der Heimat Ehre und dem Hakenkreuz versehen war, trug die Nr. 1. Weitere Liedpostkarten wurden aufgrund des Krieges nicht veröffentlicht.
Nach dem Kriegsende kam es wie im gesamten Erzgebirge nicht zur Wiedergründung des Erzgebirgsvereins. Nur noch im Rahmen des Kulturbundes zur demokratischen Erneuerung Deutschlands konnte Hanne Treff sich als Heimatdichterin engagieren. Aufgrund zunehmender Sehschwäche fiel ihr dies mit zunehmendem Alter jedoch immer schwerer. Zuletzt war sie völlig erblindet und starb kurz vor ihrem 70. Geburtstag.